# 罗元恺
罗元恺（1914年—1995年），男，广东南海人，中国中医学家，曾任广州中医学院教授、博士生导师，第五、六、七届全国人大代表。

## 家庭
女儿罗颂平。